# Iglesia greco-católica de Nazaret
La Iglesia greco-católica de Nazaret o de la Anunciación es una iglesia católica de rito bizantino (Iglesia greco-melquita católica) que se encuentra en la ciudad de Nazaret, en el norte de Israel. Pertenece a la archieparquía de Acre de la Iglesia greco-melquita católica.
Esta gran iglesia fue construida en la primera mitad del siglo XX por el arzobispo Maksymosa Hakim. Fue erigida frente a la plaza que da a la "iglesia sinagoga" de Nazaret. El edificio alberga una escuela primaria, escuela secundaria, un seminario y una parroquia.
El interior de la iglesia tiene tres naves divididas por dos hileras de columnas. El conjunto está ricamente decorado con pinturas e iconos.
La iglesia no se puede visitar en las horas en que se llevan a cabo los servicios. El templo está abierto al público de lunes a sábado.